# Frank Gobas
Frank A. P. C. Gobas (* 1960) ist ein Umweltchemiker und Umwelttoxikologe. Er ist Professor an der Simon Fraser University in Kanada.
Sein Forschungsgebiet umfasst das Verhalten, die Effekte und die damit verbundenen Risiken für die Umwelt und die menschliche Gesundheit von Schadstoffen, inklusive ihrer Bioakkumulation und Biomagnifikation.

## Laufbahn
Gobas absolvierte ein Bachelorstudium in Chemie an der Vrije Universiteit Amsterdam, gefolgt von einem Masterstudium in Umweltchemie und -toxikologie an der Universität Amsterdam. Anschließend promovierte er bei Donald Mackay an der University of Toronto zum Thema Bioaccumulation of hydrophobic organic chemicals in fish.
Laut Scopus verfügt Gobas über einen h-Index von 51.